# Antymateria
Antymateria – układ antycząstek. Antycząstki to cząstki elementarne podobne do występujących w „zwykłej” materii (koinomaterii), ale o przeciwnym znaku ładunku elektrycznego oraz wszystkich addytywnych liczb kwantowych (np. izospinu, dziwności, liczby barionowej itp).
W momencie kontaktu antymaterii z materią (zwykłą) obie ulegają anihilacji. Energia związana z masą spoczynkową anihilujących cząstek ulega przy tym zamianie na energię promieniowania elektromagnetycznego lub energię kinetyczną lżejszych cząstek.
W 2013 roku wstępnie eksperymentalnie wykazano, że antymateria oddziałuje grawitacyjnie tak samo jak koinomateria.
W kwantowej teorii pola antycząstki mają przeciwne w stosunku do cząstek ładunki (symetria C) oraz parzystość (symetria P).

## Historia
W 1928 roku Paul Dirac wprowadził relatywistyczne równanie elektronu, nazwane później równaniem Diraca. Z rozwiązania tego równania wynikało, że powinna istnieć cząstka przeciwna do elektronu. Cząstkę tę, zwaną obecnie pozytonem, zaobserwował w 1932 roku Carl David Anderson.
Obecnie model standardowy zakłada, że każda cząstka ma antycząstkę, która ma masę równą masie cząstki, a jej liczby kwantowe mają znak przeciwny do liczby kwantowej tej cząstki. Niektóre cząstki (np. foton) są swoimi własnymi antycząstkami.

## Wytwarzanie antymaterii
Możliwe jest wytwarzanie śladowych ilości antymaterii poprzez zderzanie cząstek rozpędzonych w akceleratorach. W wyniku reakcji jądrowych mogą powstawać antycząstki. W ten sposób udało się otrzymać m.in. antyprotony, antyneutrony, pozytony (antyelektrony), a także atomy antywodoru (ściślej antyprotu, czyli pary antyproton – antyelektron) oraz jądra antydeuteru, antytrytu i antyhelu.
W CERN, w eksperymencie ALPHA urządzenie skonstruowane na wzór pułapki Penninga służy do przechowywania antyelektronów i antyprotonów i wytwarzania obojętnych atomów antywodoru.

## Antymateria na Ziemi
Antycząstki powstają naturalnie również w warunkach ziemskich podczas wyładowań atmosferycznych, którym towarzyszyć mogą błyski gamma. Ślady po anihilacji pozytonów generowanych w trakcie burzy zaobserwowano za pomocą kosmicznego teleskopu Fermiego. Z kolei podczas huraganu Patricia w 2015, samolot Hurricane Hunter wyposażony w Airborne Detector for Energetic Lightning Emissions mk II (ADELE), przeleciał przez oko cyklonu i wykrył emisje kwantów gamma pochodzących z anihilacji pozytonów.

## Antymateria we Wszechświecie
Interesującym zagadnieniem jest ewentualna obecność naturalnych skupisk antymaterii we Wszechświecie. Symetria pomiędzy zwykłą materią (koinomaterią) i antymaterią w naturalny sposób rodzi hipotezę, że Wszechświat powinien zawierać je w jednakowej ilości.
Poszukiwanie kosmicznej antymaterii jest utrudnione przez równość mas cząstek i antycząstek oraz symetrię oddziaływań elektromagnetycznych ze względu na transformację C (zamianę cząstek na antycząstki). Powodują one, że obserwacje promieniowania elektromagnetycznego i oddziaływania grawitacyjnego odległego obiektu nie pozwalają na określenie czy jest on zbudowany z koinomaterii, czy z antymaterii.
Z bezpośrednich obserwacji wiadomo, że cały Układ Słoneczny i jego najbliższe otoczenie zbudowane są ze zwykłej materii. Analiza pierwotnego promieniowania kosmicznego pokazuje, że jest to prawdą również dla odleglejszych obiektów. W zakresie energii pomiędzy 1 GeV a 50 GeV antyprotony stanowią mniej niż 0,01% docierających do Ziemi cząstek pierwotnego promieniowania kosmicznego, a ich liczba i rozkład energii są zgodne z obliczeniami przeprowadzonymi przy założeniu, że są one cząstkami wtórnymi, produktami zderzeń pierwotnego promieniowania z cząsteczkami gazu międzygwiazdowego. Wynika z tego, że całe pierwotne promieniowanie kosmiczne w zakresie średnich energii składa się z koinomaterii, co wskazuje, że obiekty je emitujące również są z koinomaterii zbudowane.
Dla promieni kosmicznych o bardzo wysokich energiach (pochodzących w większości spoza naszej galaktyki) identyfikacja antyprotonów jest znacznie trudniejsza. Dysponujemy jednak wynikami pomiarów wskazujących, że i w tym zakresie energii protony stanowią, jeżeli nie całość, to przynajmniej znaczną większość cząstek. Pokazuje to, że także w Grupie Lokalnej i innych pobliskich gromadach galaktyk koinomateria jest w przewadze.
Pośrednim argumentem za tym, że cały obserwowany Wszechświat jest zbudowany ze zwykłej materii, są negatywne próby zaobserwowania promieniowania powstającego podczas anihilacji koinomaterii i antymaterii. Gdyby we Wszechświecie istniały duże skupiska antymaterii, musiałyby też istnieć obszary graniczne, gdzie zwykła materia wyrzucona z galaktyk spotykałaby się z antymaterią wyrzuconą z „antygalaktyk” i dochodziłoby do anihilacji i uwolnienia znacznych energii w postaci promieniowania. Promieniowania takiego jednak nie obserwujemy, co świadczy, że obserwowany Wszechświat nie zawiera znaczących obszarów zbudowanych z antymaterii.
Według aktualnego stanu wiedzy, Wszechświat wydaje się niesymetryczny i zawiera więcej barionów niż antybarionów. Większość uczonych skłania się ku hipotezie, że asymetria ta została wytworzona na bardzo wczesnym etapie życia Wszechświata (krótko po Wielkim Wybuchu) w procesie zwanym bariogenezą. Przed spontanicznym złamaniem symetrii elektrosłabej antymateria również była odróżnialna od koinomaterii, np. na podstawie skrętności.